# Església de Sant Julià de Boada
L'església de Sant Julià de Boada és una església mossàrab catalana, situada al poble de Sant Julià de Boada, pertanyent a Palau-sator.
Es tracta d'una de les capelles més antigues baixempordanenques i està testificada per un document del 934. En un document de 1362, aquesta església rebia el nom de Sant Joan de Buadela i l'historiador Manuel Gómez Moreno l'anomena Sant Julià de Buada. L'edifici no constitueix un exemple com a obra d'art, però té un gran recorregut històric i com a estudi del desenvolupament de l'arquitectura rural d'aquesta època.

## Descripció de l'edifici
En origen (possiblement visigot) constava d'una sola nau separada de l'absis per l'arc triomfal de 36 dovelles de pedra que van a punts diversos, amb poca regularitat. Les impostes s'adornen amb relleus com de dents de llop: aquest és un model gairebé únic a Catalunya i cosa insòlita entre els monuments coneguts que poden correspondre a la mateixa època. Una segona reconstrucció ja mossàrab del segle x va afegir l'altre tram separat per l'arc mossàrab, i n'eliminà la porta primitiva. Es va fer llavors un reforçament de murs i pilastres. En tota aquesta segona obra es veu la mà d'un mestre format en el gust islàmic del moment.
L'església està construïda amb materials pobres. La seva planta és irregular, així com l'espessor dels murs i consta de tres trams diferents. La nau està coberta per volta de mig canó, lleugerament sobrepassada en l'absis. Pot veure's encara el senyal de les cintres de les canyes que s'hi van usar.
L'arc més antic és el triomfal de l'absis, sobrepassat en un terç, que pot ser visigot, la curvatura del qual harmonitza amb la de la volta. Les juntes de les dovelles estan orientades de manera confusa. Tant la capella com el seu arc mostren vestigis de pintures al fresc de sants en què dominaven els colors vermell i groc. Gómez Moreno creu que podrien datar del període romànic.
L'arc del centre de la nau té estructura i característiques mossàrabs: està sobrepassat en un mig i les 30 dovelles que el formen convergeixen cap al centre de la línia d'impostes.
En l'absis s'obre una finestra axial en ull de pany que recorda les que es veuen dins les esglésies mossàrabs de Galícia.

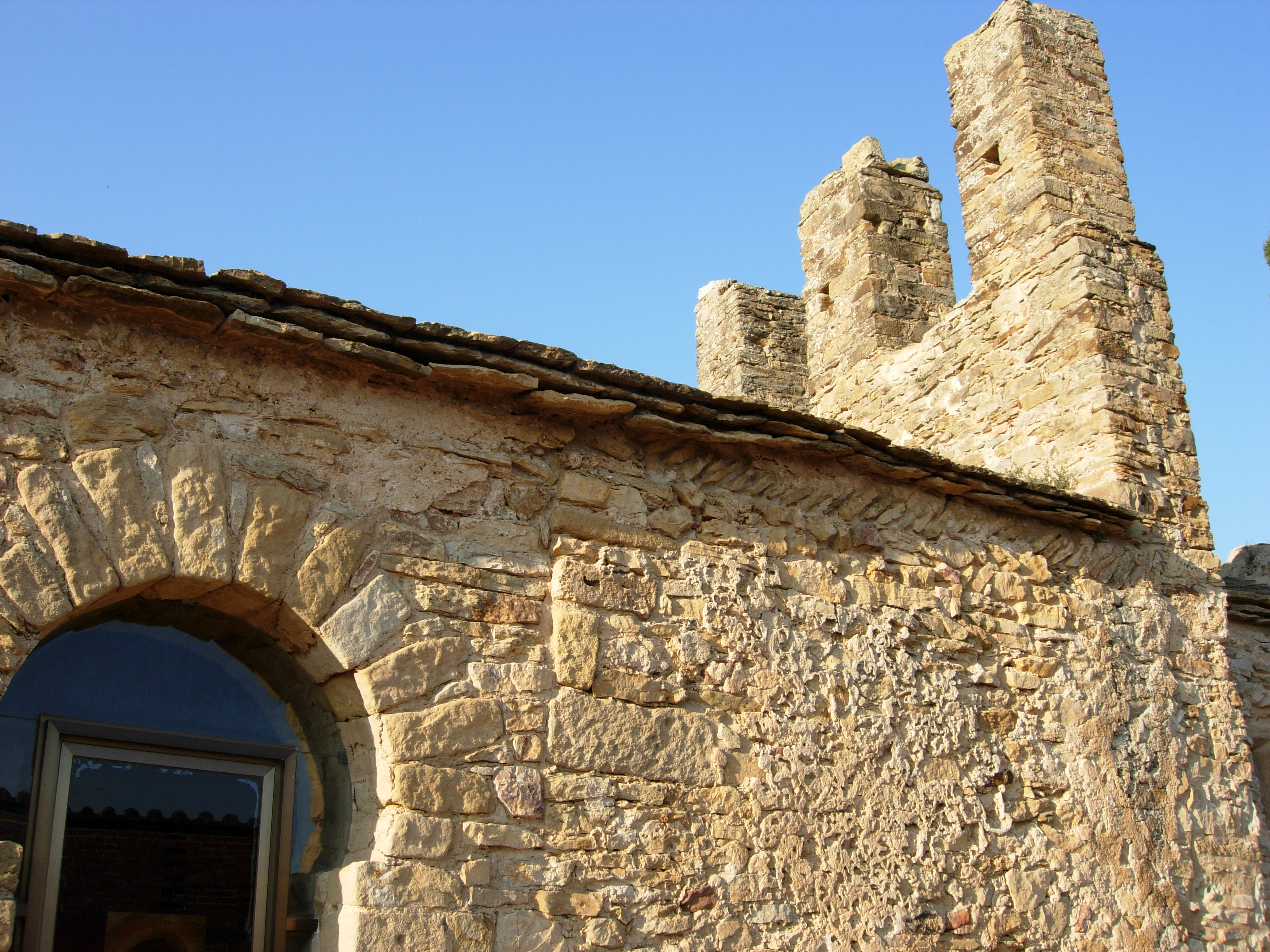
Detall de la façana
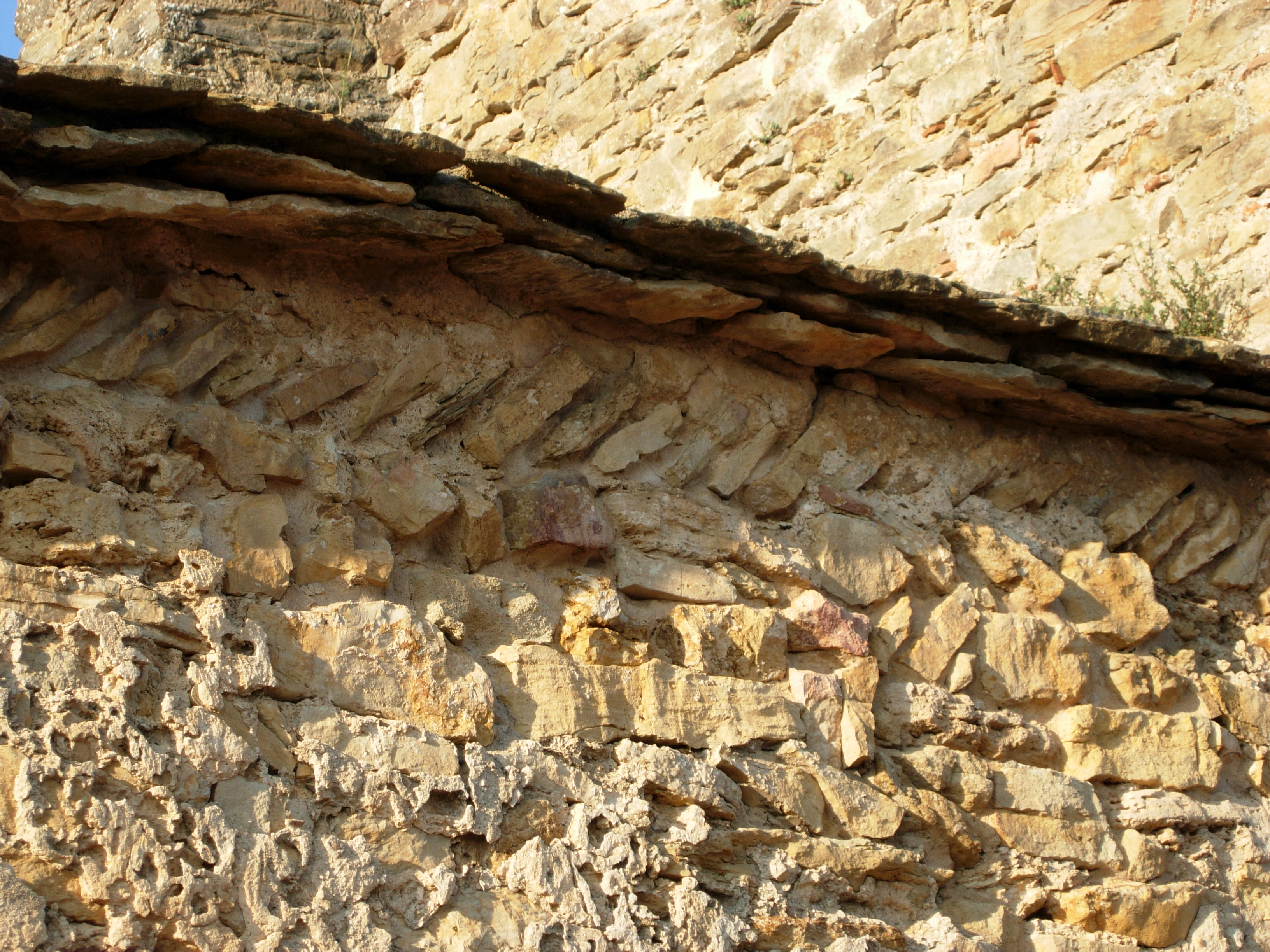
Opus spicatum
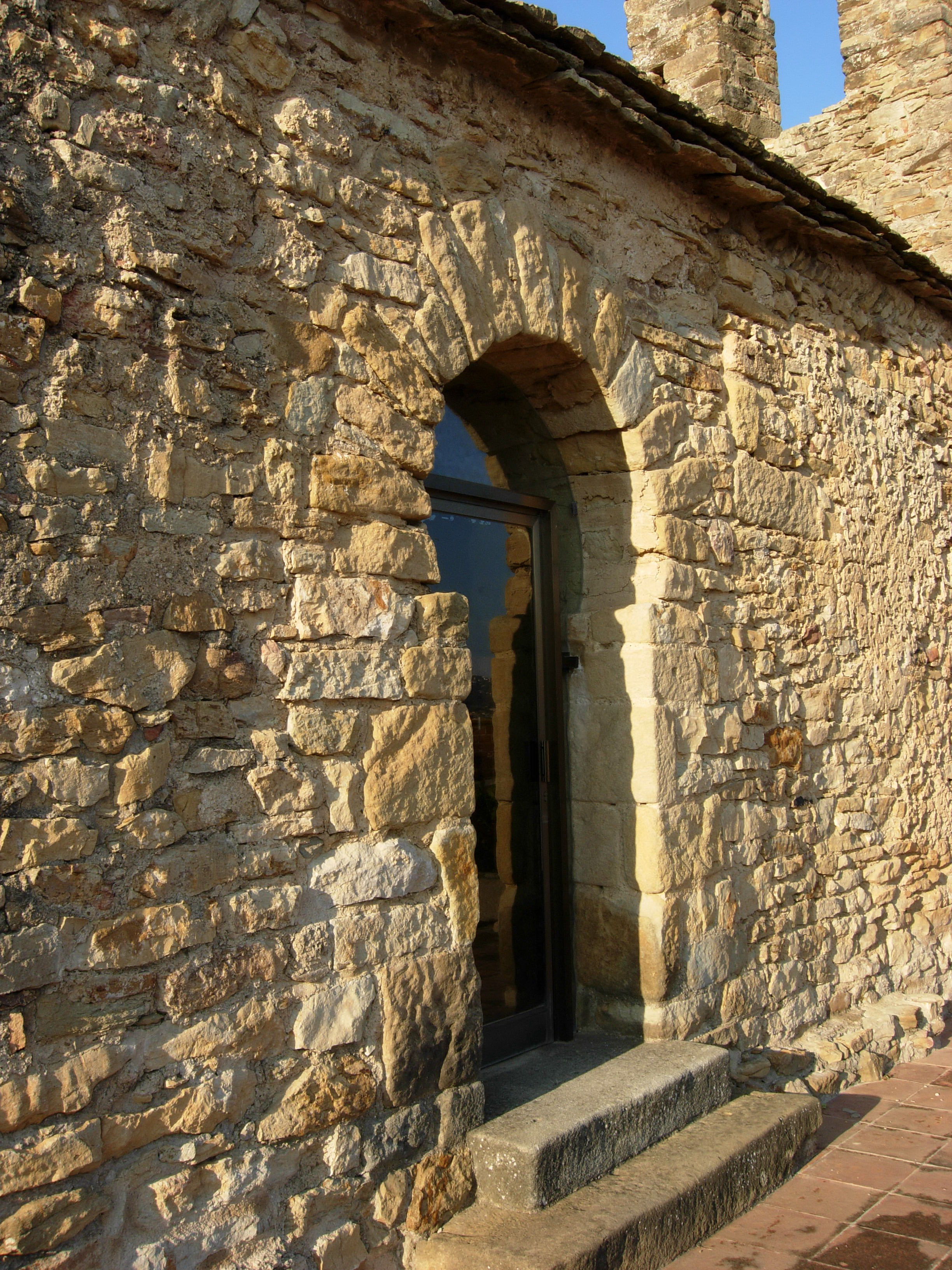
Porta d'entrada